# Yuan Chao
Yuan Chao –en xinès, 袁超– (16 de desembre de 1974) és un esportista xinès que va competir en judo, guanyador d'una medalla de bronze al Campionat Asiàtic de Judo de 1995 en la categoria de –78 kg.

## Palmarès internacional
| Campionat Asiàtic | Campionat Asiàtic   | Campionat Asiàtic | Campionat Asiàtic |
| Any               | Lloc                | Medalla           | Categoria         |
| ----------------- | ------------------- | ----------------- | ----------------- |
| 1995              | Nova Delhi ( Índia) | 3                 | –78 kg            |